# Cindy Holmberg

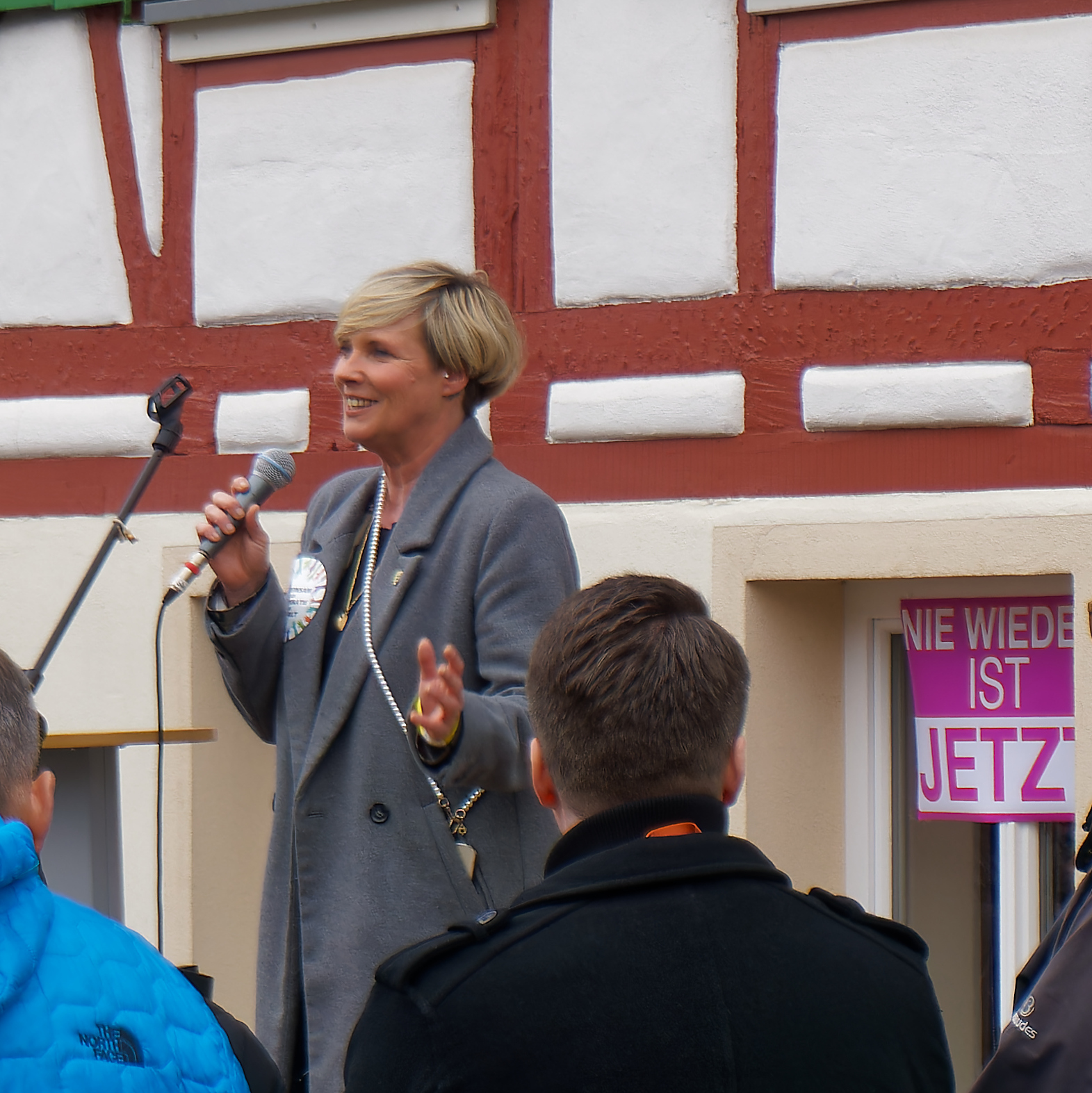
Cindy Holmberg (2024)

Cindy Holmberg (* 21. September 1975 in Reutlingen) ist eine deutsche Politikerin (Bündnis 90/Die Grünen). Seit 2021 ist sie Abgeordnete im Landtag von Baden-Württemberg.

## Leben
Holmberg besuchte die Neugreuthgrundschule und die Schönbein-Realschule in Metzingen, wo sie die mittlerer Reife erreichte. Anschließend absolvierte sie ein Freiwilliges Soziales Jahr in der Kinderkardiologie am Steinenberg in Tübingen. Daraufhin besuchte sie das Steinbart-Gymnasium in Duisburg; den Schulbesuch brach sie jedoch aufgrund der Krankheit ihres Vaters ab. Anschließend absolvierte sie ein zweijähriges Berufskolleg zur Datentechnischen Assistentin an der Ferdinand-von-Steinbeis-Schule in Reutlingen. Dieses schloss sie mit der Fachhochschulreife ab. Anschließend wurde sie am Internationalen Dolmetscher Institut und Anglo-German Institute in Stuttgart zur Wirtschaftskorrespondentin in englischer und spanischer Sprache ausgebildet. Daraufhin war sie Lehrbeauftragte für Englisch an der Fachhochschule für Technik in Reutlingen und Dozentin für Englisch an der Volkshochschule Reutlingen. Zudem war sie als Assistentin im Fachbereich Logistik der Hochschule Reutlingen und als Lehrbeauftragte für die LGI Logistics Group International tätig. Daraufhin arbeitete sie als PR-Beauftragte und Assistentin der Geschäftsleitung bei der PIUS Hauskrankenpflege und Seniorenbetreuung in Reutlingen und als Assistentin einer Rechtsanwaltskanzlei. Zuletzt war sie Referentin der Bundestagsabgeordneten Beate Müller-Gemmeke.

## Politik
2002 trat Holmberg in Bündnis 90/Die Grünen ein. Von 2004 bis 2008 gehörte sie dem Gemeinderat von Reutlingen an. 2009 wurde sie erstmals in den Kreistag des Landkreises Reutlingen gewählt. Bei der Kommunalwahl 2014 bestätigten die Wähler Holmberg in ihrem Amt als Kreisrätin. Im Dezember 2018 nominierten die Grünen Holmberg für die Reutlinger Oberbürgermeister-Wahl im folgenden Jahr. Sie erreichte im ersten Wahlgang der OB-Wahl mit 16,3 Prozent der Stimmen am 3. Februar 2019 den dritten Platz. Für den Kreistag trat Holmberg 2019 nicht mehr an.
Bei der Landtagswahl in Baden-Württemberg 2021 gewann sie im Wahlkreis Hechingen-Münsingen mit 31,6 Prozent der Stimmen das Direktmandat.